# Trans7
Trans7 est une chaîne de télévision indonésienne appartenant à Trans Corp (en).

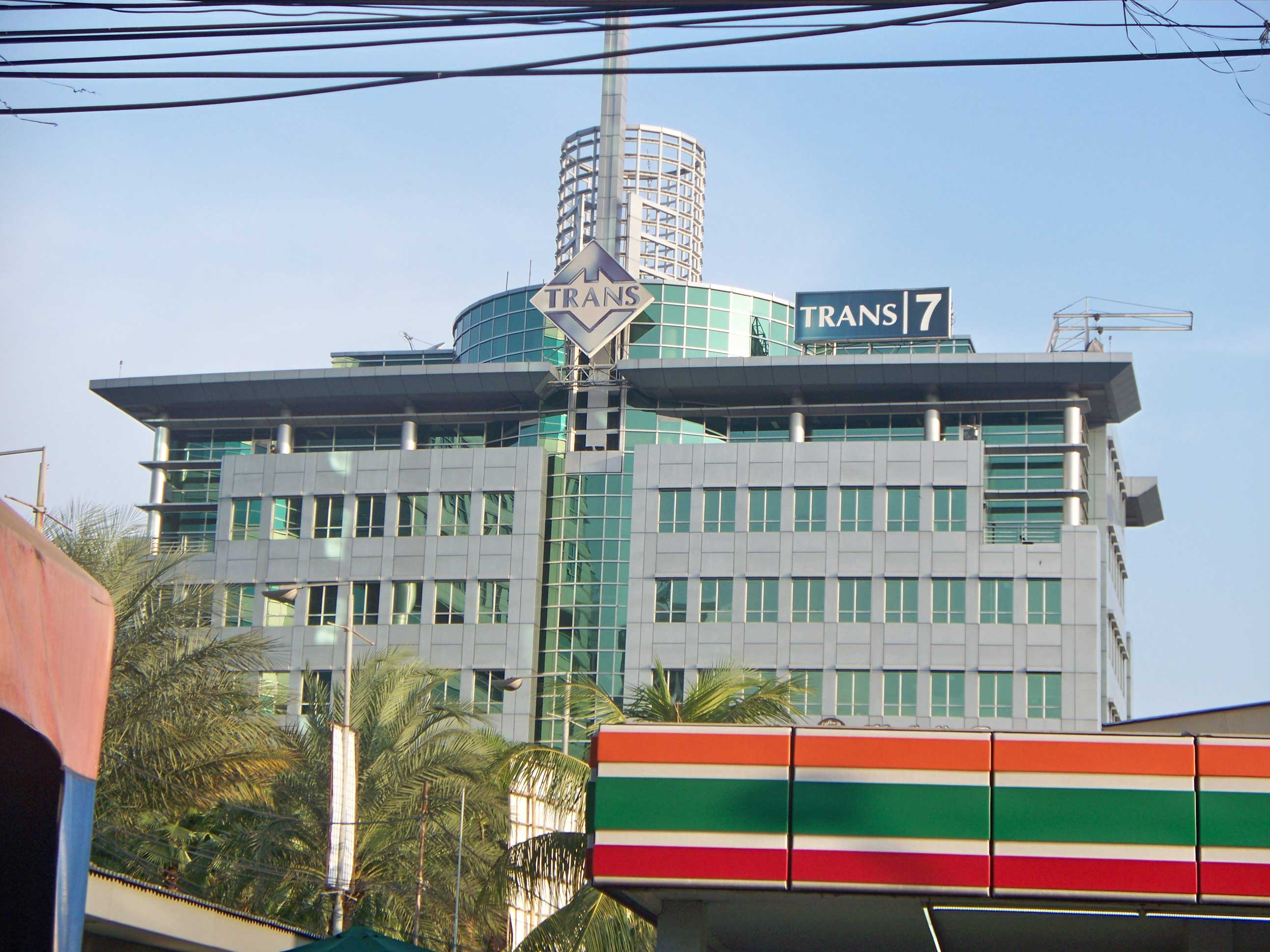
Bereaux de Trans7,Jakarta

## Programme
- Bulletin: Redaksi, Selebrita (infodivertissement)
- Programmes populaires: Arisan, Lapor Pak!, BTS (Bercanda Tapi Santai), MotoGP, For Your Pagi, Obrolan Tiap Waktu